# Marvilar
Marvilar (francès Mervilla) és un municipi francès del departament de l'Alta Garona a la regió d'Occitània.